# Sun City (Arizona)
Sun City is een census-designated place in de Verenigde Staten en is gelegen in de staat Arizona. De dichtstbijzijnde grote stad met meer dan 1 miljoen inwoners is Phoenix.
Sun City is speciaal ontworpen voor senioren. Alleen mensen ouder dan 55 worden als hoofdbewoner toegelaten. Een tweede eis is dat zij in staat zijn zelf een woning aan te schaffen in de stad.

## Demografie
Bij de volkstelling in 2000 werd het aantal inwoners vastgesteld op 38.309.

## Geografie
Volgens het United States Census Bureau beslaat de plaats een oppervlakte van
37,8 km², waarvan 37,6 km² land en 0,2 km² water.

## Plaatsen in de nabije omgeving
De onderstaande figuur toont nabijgelegen plaatsen in een straal van 16 km rond Sun City.

## Overleden
- Alfred J. Gross (1918-2000), Amerikaans pionier op gebied van mobiele draadloze communicatieapparatuur
- Paul Marcinkus (1922-2006), Amerikaans aartsbisschop en bankier